# Iago Amaral Borduchi
Iago Amaral Borduchi (Monte Azul Paulista, São Paulo, Brasil, 23 de marzo de 1997) es un futbolista brasileño. Juega como defensa y su equipo es el E. C. Bahia del Campeonato Brasileño de Serie A.

## Carrera
Iago llegó a las divisiones menores del Inter el 2013, proveniente del Atlético Monte Azul. Se destacó en las juveniles y llegó a ser convocado para la selección brasileña sub-20.
Iago fue promovido al plantel profesional del Inter en el año 2017, mas no tuvo muchas oportunidades de jugar con las llegadas de Uendel y Carlinhos al equipo. El 2018, tras la lesión de Uendel, Iago terminó por ganarse la titularidad como lateral izquierdo, consolidándose en el equipo colorado y hasta metiendo goles. Ese mismo año Iago renovó con el Inter hasta 2021.
El 22 de junio de 2019 el F. C. Augsburgo hizo oficial su fichaje hasta junio de 2024. Pasados esos cinco años abandonó el club y regresó a Brasil para jugar en el E. C. Bahia.

## Estadísticas
Actualizado al último partido disputado el 31 de marzo de 2025.
| Club                         | Div.          | Temporada     | Liga  | Liga  | Copas nacionales | Copas nacionales | Copas internacionales | Copas internacionales | Estatal | Estatal | Total | Total |
| Club                         | Div.          | Temporada     | Part. | Goles | Part.            | Goles            | Part.                 | Goles                 | Part.   | Goles   | Part. | Goles |
| ---------------------------- | ------------- | ------------- | ----- | ----- | ---------------- | ---------------- | --------------------- | --------------------- | ------- | ------- | ----- | ----- |
| S. C. Internacional · Brasil | 2.ª           | 2017          | 2     | 0     | 3                | 0                | ―                     | ―                     | 2       | 0       | 7     | 0     |
| S. C. Internacional · Brasil | 1.ª           | 2018          | 35    | 0     | 6                | 1                | ―                     | ―                     | 9       | 1       | 50    | 2     |
| S. C. Internacional · Brasil | 1.ª           | 2019          | 5     | 0     | 1                | 0                | 6                     | 0                     | 11      | 0       | 23    | 0     |
| S. C. Internacional · Brasil | Total club    | Total club    | 42    | 0     | 10               | 1                | 6                     | 0                     | 22      | 1       | 80    | 2     |
| F. C. Augsburgo · Alemania   | 1.ª           | 2019-20       | 10    | 1     | 0                | 0                | ―                     | ―                     | ―       | ―       | 10    | 1     |
| F. C. Augsburgo · Alemania   | 1.ª           | 2020-21       | 18    | 1     | 2                | 0                | ―                     | ―                     | ―       | ―       | 20    | 1     |
| F. C. Augsburgo · Alemania   | 1.ª           | 2021-22       | 28    | 2     | 2                | 0                | ―                     | ―                     | ―       | ―       | 30    | 2     |
| F. C. Augsburgo · Alemania   | 1.ª           | 2022-23       | 22    | 0     | 2                | 0                | ―                     | ―                     | ―       | ―       | 24    | 0     |
| F. C. Augsburgo · Alemania   | 1.ª           | 2023-24       | 23    | 1     | 0                | 0                | ―                     | ―                     | ―       | ―       | 23    | 1     |
| F. C. Augsburgo · Alemania   | Total club    | Total club    | 101   | 5     | 6                | 0                | 0                     | 0                     | 0       | 0       | 107   | 5     |
| E. C. Bahia · Brasil         | 1.ª           | 2024          | 13    | 0     | 2                | 0                | ―                     | ―                     | ―       | ―       | 15    | 0     |
| E. C. Bahia · Brasil         | 1.ª           | 2025          | 1     | 0     | 0                | 0                | 2                     | 0                     | 4       | 1       | 7     | 1     |
| E. C. Bahia · Brasil         | Total club    | Total club    | 14    | 0     | 2                | 0                | 2                     | 0                     | 4       | 1       | 22    | 1     |
| Total carrera                | Total carrera | Total carrera | 157   | 5     | 18               | 1                | 8                     | 0                     | 26      | 2       | 209   | 8     |
| 1. 2. 3.                     |               |               |       |       |                  |                  |                       |                       |         |         |       |       |

## Palmarés

### Títulos regionales
| Título            | Club                | Región             | Año  |
| ----------------- | ------------------- | ------------------ | ---- |
| Super Copa Gaúcha | S. C. Internacional | Río Grande del Sur | 2016 |
| Campeonato Baiano | E. C. Bahia         | Bahía              | 2025 |